# Tony Dingwall
Tony Dingwall est un footballeur écossais, né le 25 juillet 1994. Il joue comme attaquant à Ross County.

## Carrière en club
Il inscrit deux buts en championnat en 2014-2015, puis à nouveau deux buts en 2015-2016.

## Palmarès
- Champion de la troisième division écossaise avec Raith Rovers en 2020.